# Les Amitiés acadiennes
L'association Les Amitiés acadiennes a été fondée en 1976 par Philippe Rossillon. C'est une association française loi de 1901, soutenue par la Fondation de France et le ministère des Affaires étrangères.

## Historique
L'association les Amitiés France-Acadie a été fondée en 1976 par Philippe Rossillon sous la dénomination : Les Amitiés Acadiennes,.
Elle s'est donné pour mission de développer les relations culturelles et amicales entre les Acadiens, les Français et les descendants d'Acadiens de tous pays en étant également un élément fédérateur et cognitif du « fait acadien » en France.
Le Conseil d'administration se compose de vingt-quatre membres et son siège est à Paris. Bernard Dorin, ambassadeur de France, en est président d'honneur.
Son comité d'honneur compta des personnalités célèbres, notamment :
- François Seydoux, ambassadeur de France,
- Auguste Viatte, membre de l'Institut,
- Henri Queffélec, écrivain.

## Collaborations
L'association Les Amitiés acadiennes travaille en étroite relation avec la Société nationale de l'Acadie (SNA) dont elle est le correspondant en France.
L'association coordonne également les relations entre les associations régionales affiliées qui regroupent des descendants d’Acadiens et des sympathisants de l’Acadie.  
- Châtellerault-Québec-Acadie[7],
- Belle-Île-Acadie,
- Acanami[8],
- Bretagne-Acadie[9],
- Acadie-Rambouillet,
- La Maison d'Acadie[10],
- Les Cousins acadiens du Poitou[3].

## Activités
L'association organise des échanges scolaires entre établissements français et acadiens, ainsi que des voyages de groupes en Acadie. Elle accueille, à son siège parisien, les Acadiens de passage en France.
Les Amitiés acadiennes décernent chaque année deux prix littéraires : 
- Le prix France-Acadie, en collaboration avec la Fondation de France depuis sa création en 1979, qui récompense une œuvre littéraire et un ouvrage en sciences humaines[11].
- Le prix du meilleur mémoire de maîtrise (ou mastère) qui récompense le travail d'un étudiant français en études acadiennes[12].

L'association met à la disposition des chercheurs et de ses adhérents une bibliothèque et un fonds de documentation. 
Elle organise ou participe à diverses manifestations culturelles : spectacles, expositions, conférences, colloques... 
Son action concerne également les descendants d'Acadiens ne résidant plus au Canada. 

## Publications
Les Amitiés acadiennes publient une revue trimestrielle, Amitiés France-Acadie.
L'historien John Francis Bosher décrit dans The Gaullist Attack on Canada une forte influence française auprès des indépendantistes québécois et cite vingt fois la publication de la revue des Amitiés acadiennes dans son ouvrage.